# Gastrogomphus abdominalis

Gastrogomphus abdominalis är en trollsländeart som först beskrevs av Robert McLachlan 1884.
Gastrogomphus abdominalis ingår i släktet Gastrogomphus och familjen flodtrollsländor. Inga underarter finns listade i Catalogue of Life.